# Новый Камелик
Новый Камелик  — село в Большечерниговском районе Самарской области в составе сельского поселения Пензено. 

## География
Находится на расстоянии примерно 21 километр по прямой на запад-юго-запад от районного центра села Большая Черниговка.

## История
Село было основано в 1918 году переселенцами из села Дергуновка Николаевского уезда Самарской губернии.

## Население
Постоянное население составляло 623 человека в 2002 году (русские 77%) ,  573 в 2010 году.

## Достопримечательности
Церковь Святого Апостола Андрея Первозванного.